# Borneo Septentrional británico
Borneo Septentrional fue un Estado y protectorado británico, bajo el mandato de la Compañía Británica de Borneo Septentrional de 1882 a 1946 y, posteriormente, fue una colonia del Reino Unido de 1946 a 1963. Estaba ubicado en el extremo noreste de la isla de Borneo. Actualmente, es el estado de Sabah en Malasia Oriental.

## Historia

### Estado de Borneo Septentrional
En 1865, el cónsul estadounidense en Brunéi, Charles Lee Moses, obtuvo el alquiler a 10 años del territorio de Borneo Septentrional de parte del sultán de Brunéi; sin embargo, el gobierno de Estados Unidos posterior a la Guerra de Secesión, no quería relacionarse para nada con las colonias asiáticas, por lo que Moses vendió sus derechos a la Compañía de Comercio norteamericana de Borneo, con base en Hong Kong y de propiedad de Joseph William Torrey, Thomas Bradley Harris, Tat Cheong y, posiblemente, otros comerciantes chinos. Torrey comenzó a construir un asentamiento en la desembocadura del río Kimanis, que denominó Ellena. Los intentos por encontrar apoyo financiero para el asentamiento fueron inútiles y las enfermedades, la muerte y la deserción por parte de los trabajadores inmigrantes llevaron al abandono del asentamiento, alrededor de fines de 1866.
Con el término inminente del arrendamiento en enero de 1875, Torrey logró vender sus derechos al cónsul del Imperio austrohúngaro en Hong Kong, el barón von Overbeck. Este último obtuvo una renovación por diez años del arrendamiento de parte del Temenggong de Brunéi y un tratado similar del sultán de Sulu el 22 de enero de 1878. Para financiar sus planes para Borneo Septentrional, Overbeck encontró apoyo financiero de los hermanos Dent (Alfred y Edward); sin embargo, fue incapaz de interesar a su gobierno en el territorio. Tras intentos de vender el territorio a Italia para que fuera usado como colonia penal, Von Overbeck se retiró en 1880 y dejó a Alfred Dent en control. Dent fue apoyado por sir Rutherford Alcock y por el almirante sir Harry Keppel.
En julio de 1881, Alfred Dent y su hermano formaron la Asociación Provisional Británica de Borneo Septentrional Ltd y obtuvieron una Carta Real oficial el 1 de noviembre del mismo año. En mayo de 1882, la Compañía de Borneo Septentrional remplazó a la Asociación Provisional. Sir Rutherford Alcock se convirtió en el primer Presidente y Alfred Dent se convirtió en gerente general. A pesar de algunas protestas diplomáticas por los gobiernos holandés, español y de Sarawak, la Compañía de Borneo Septentrional procedió a organizar el asentamiento y la administración del territorio. Seguidamente, la compañía adquirió mayor soberanía y derechos territoriales por el Sultán de Brunéi, con lo cual expandió el territorio bajo su control hasta el río Putatan (mayo de 1884), el distrito de Padas (noviembre de 1884), el río Kawang (febrero de 1885), las islas Mantanani (abril de 1885) y territorios menores adicionales en Padas (marzo de 1898).
La Compañía estableció una fundación para el crecimiento económico en Borneo Septentrional, al restaurar la paz a una tierra donde la piratería y los feudos tribales habían aumentado de manera rampante. Se abolió la esclavitud y se instauraron servicios de transporte, salud y educación para el pueblo. Se buscaron inmigrantes chinos (tusán) para aumentar la pequeña población de menos de 100.000 habitantes. Por medio del esfuerzo combinado de locales e inmigrantes, los pueblos, granjas, una maderera y plantaciones de tabaco y caucho comenzaron a prosperar.

### Protectorado del Reino Unido
En 1888, Borneo Septentrional se convirtió en protectorado del Reino Unido de Gran Bretaña e Irlanda, aunque su administración quedó en manos de la Compañía de Borneo Septentrional, mientras que la Corona se reservó solamente el control de las relaciones exteriores.
Desde 1890 hasta 1905, el gobierno británico colocó a la colonia de Labuan bajo administración de Borneo Septentrional, luego a partir de julio de 1946, le volvió ceder Labuan a Borneo Septentrional.